# The Wedding Planner
The Wedding Planner is een Amerikaanse romantische filmkomedie uit 2001 geregisseerd door Adam Shankman. De hoofdrollen worden vertolkt door Jennifer Lopez en Matthew McConaughey.

## Verhaal
Mary Fiore organiseert trouwfeesten. Ze is erg ambitieus, georganiseerd, hardwerkend en weet altijd precies wat te doen om het trouwfeest zo perfect mogelijk te maken. Haar eigen liefdesleven is een ramp en zelf is ze nog nooit getrouwd geweest. Dan wordt ze verliefd op de aanstaande echtgenoot van Fran Donolly, van wie zij de bruiloft zou plannen.

## Rolverdeling
| Acteur              | Personage        |
| ------------------- | ---------------- |
| Jennifer Lopez      | Mary Fiore       |
| Matthew McConaughey | Steve Edison     |
| Bridgette Wilson    | Francine Donolly |
| Justin Chambers     | Massimo          |
| Judy Greer          | Penny            |
| Alex Rocco          | Salvatore        |
| Joanna Gleason      | Mevr. Donolly    |
| Charles Kimbrough   | Mr. Donolly      |
| Kevin Pollak        | Dr. John Dojny   |
| Fred Willard        | Basil St. Mosely |
| Lou Myers           | Burt Weinberg    |

## Prijzen en nominaties
- 2002 - Blimp Award
  - Gewonnen: Beste actrice (Jennifer Lopez)
- 2002 - Razzie Award
  - Genomineerd: Slechtste actrice (Jennifer Lopez)
- 2001 - Teen Choice Award
  - Genomineerd: Beste komediefilm

## Netflix
In juni 2022 kwam de film binnen in de top 10 van meest bekeken films van het moment.